# Absolute Power (Tech N9ne)
Absolute Power è il quarto album in studio del rapper statunitense Tech N9ne, pubblicato nel 2002.

## Tracce
Disco 1
1. Intro – 1:00
2. The Industry Is Punks – 5:30 (A. Yates)
3. Here Comes Tecca Nina – 3:54 (A. Yates)
4. Imma Tell – 4:46 (A. Yates)
5. Slacker – 4:16 (A. Yates)
6. Keep On Keepin' On (featuring Krizz Kaliko) – 5:01 (A. Yates, S. Watson)
7. Gunz Will Bust (featuring Money Hungry, Skatterman & Snug Brim) – 4:45 (A. Yates, A. Henderson, S. Landis, T. Morris)
8. Bianca's and Beatrice's (featuring Kutt Calhoun) – 4:16 (A. Yates, M. Calhoun Jr.)
9. Diamond Joe's (Interlude) – 0:21
10. Slither – 3:55 (A. Yates)
11. Disturbance (Interlude) – 0:07
12. Trapped in a Psycho's Body – 5:08 (A. Yates)
13. T9X – 6:28 (A. Yates)
14. She Devil (featuring D12) – 4:42 (A. Yates, D. Holton, D. Porter, O. Moore, R. Johnson, V. Carlisle)
15. Worst Enemy – 2:39 (A. Yates)
16. Signing Off (Interlude) – 0:05
17. Absolute Power – 4:25 (A. Yates, S. Watson)
18. Yada, Yada, Yada – 6:10 (A. Yates)
19. Constantly Dirty (featuring 57th Street Rogue Dog Villians) – 6:00 (A. Yates, M. Whitebear, S. Ashby, W. Oats)
20. I'm a Playa (featuring Krizz Kaliko) – 4:59 (A. Yates, S. Watson)

Disco 2: More Power
1. Victory – 4:40 (A. Yates)
2. Freaky Lil' Things (featuring Grant Rice, Kutt Calhoun) – 5:27 (A. Yates, G. Rice, M. Calhoun Jr.)
3. Hydro (featuring Greed, Krizz Kaliko, Kutt Calhoun) – 4:49 (A. Yates, M. Calhoun Jr., S. Watson, W. LeJeune)
4. Runaway (featuring Erica Hugunin) – 4:29 (A. Yates, E. Hugunin)
5. Shocked (featuring Kutt Calhoun) – 4:51 (A. Yates, M. Calhoun Jr.)
6. The Grench (featuring Boy Big, Krizz Kaliko) – 5:00 (A. Yates, L. Fletcher)
7. Walk With a Limp (interpretata da Kutt Calhoun featuring Krizz Kaliko) – 4:48